# IWI Jericho 941
A Jericho 941 (apelidada de Baby Eagle) é uma pistola semiautomática de ação dupla / ação simples desenvolvida pela Israel Military Industries (agora Israel Weapon Industries) que foi lançada em 1990.

## Nos Estados Unidos
A Jericho 941 foi importada pela primeira vez nos Estados Unidos em 1990 pela K.B.I., Inc. de Harrisburg, Pensilvânia. Posteriormente, foi importado pela O.F. Mossberg & Sons e nomeada Uzi Eagle e pela Magnum Research, Inc. como a Baby Eagle até o final de 2008. Algumas pistolas da Magnum Research são marcadas como Desert Eagle Pistol. Apesar de esses nomes serem usados no mercado dos Estados Unidos, a Jericho 941 não está relacionada à IMI Desert Eagle, exceto por sua fabricação e design pela IMI, e tem apenas uma ligeira semelhança cosmética com a pistola maior. De janeiro de 2009 até encerrar seus negócios em janeiro de 2010, a K.B.I., Inc. (que também importou as armas de fogo Charles Daly) importou a arma como o Jericho. Magnum Research, agora uma divisão da Kahr Arms, anunciou uma nova importação do Jericho.
Em dezembro de 2014, a IWI US, Inc. anunciou que começaria a importar as versões de aço e polímero do Jericho 941 no início de 2015.

## Projeto e características
A Jericho 941 original foi modelada na respeitada pistola CZ-75 projetada e produzida por Česká zbrojovka (CZ) da República Tcheca e construída com peças fornecidas pela casa de armas italiana Tanfoglio, que vinha fazendo seus próprios clones CZ-75 . O uso de um projeto bem testado permitiu que a IMI evitasse os problemas iniciais que a maioria dos novos projetos de pistola experimenta, e a subcontratação de grande parte do trabalho básico de fabricação para Tanfoglio permitiu que a IMI colocasse em produção de forma rápida e econômica uma pistola que teria conteúdo israelense suficiente para satisfazer o contrato do governo requisitos.
Enquanto as versões "R" da Jericho 941 apresentam uma combinação de segurança/decocker (a alavanca de decocking também atua como uma segurança e a arma permanece "segura" quando acionada), a versão decocker da CZ-75 (CZ-75BD) apresenta um decocker simples (a pistola está sempre pronta para disparar no modo de ação dupla quando desarmada). O cano da CZ-75 é tradicionalmente estriado, enquanto o da Jericho 941 apresenta um cano de estriamento poligonal, além disso, a Jericho 941 é substancialmente mais pesada. Essas diferenças se traduzem em diferenças substanciais na condição em que a arma é carregada. Carregadores para a CZ-75 e a Tanfoglio T95 funcionarão na Jericho 941.
Uma inovação da IMI foi um cartucho novo, muito mais "quente", o .41 Action Express (veja abaixo) para ir junto com o Jericho 941. Um recurso-chave compartilhado entre 9 mm e .41 AE é o mesmo que .44 Magnum e .50 AE em que os cartuchos do tipo "AE" têm aros rebaixados que têm o mesmo diâmetro que as munições menos potentes, mas o estojo é mais largo, fornecendo mais capacidade e potencial para mais potência. Isso permite que esses pares de calibres sejam usados na mesma arma de fogo com apenas uma mudança de cano, mola de recuo e carregador.
O .41 AE teve menos sucesso comercial do que o de 10 mm e logo foi descontinuado. A experiência com munições pesadamente carregadas deu à IMI uma vantagem considerável, no entanto, na criação de compartimentos para o .40 S&W, que logo seria bem-sucedido, e também permitiu que a Jericho fosse projetado para o muito popular .45 ACP. O design da Jericho 941 foi modificado para incluir trilhos acessórios na estrutura para a montagem de lasers ou lanternas, um recurso encontrado em muitas armas de mão semiautomáticas modernas.

## Variantes

### Quadros de aço[4]
| | Full-size                         | Full-size             | Semi-compacta                     | Semi-compacta         | Semi-compacta         | Compacta              | Compacta              |
| Calibre | 9×19                              | .40 S&W               | 9×19                              | .40 S&W               | .45 ACP               | 9×19                  | .40 S&W               |
| No. da peça |                                   |                       |                                   |                       |                       |                       |                       |
| Israel Weapon Industries* | 941 F/R (16 rd)                   | 941 F/R (12 rd)       | 941 FS/RS (16 rd)                 | 941 FS/RS (12 rd)     | 941 FS/RS (10 rd)     | 941 FB/RB (13 rd)     | 941 FB/RB (10 rd)     |
| Magnum Research* | MR9900 (10 rd)*** MR9915R (15 rd) | MR9400 (10 rd)***     | MR9900RS (10 rd) MR9915RS (15 rd) | MR9400RS (10 rd)      | MR4500RS (10 rd)***   | MR9900RB (10 rd)***   | MR9400RB (10 rd)      |
| Características Mecânicas |                                   |                       |                                   |                       |                       |                       |                       |
| Mecanismo do gatilho | Ação simples ou dupla             | Ação simples ou dupla | Ação simples ou dupla             | Ação simples ou dupla | Ação simples ou dupla | Ação simples ou dupla | Ação simples ou dupla |
| bloco do percutor | Yes                               | Yes                   | Yes                               | Yes                   | Yes                   | Yes                   | Yes                   |
| Segurança manual montada no quadro | modelos F, FS, FB                 | modelos F, FS, FB     | modelos F, FS, FB                 | modelos F, FS, FB     | modelos F, FS, FB     | modelos F, FS, FB     | modelos F, FS, FB     |
| segurança/decocker montados no slide | modelos R, RS, RB                 | modelos R, RS, RB     | modelos R, RS, RB                 | modelos R, RS, RB     | modelos R, RS, RB     | modelos R, RS, RB     | modelos R, RS, RB     |
| Peso** |                                   |                       |                                   |                       |                       |                       |                       |
| Pistola sem carregador | 1 050 g (2 lb)                    | 1 050 g (2 lb)        | 885 g (2 lb)                      | 1 025 g (2 lb)        | 1 025 g (2 lb)        | 850 g (2 lb)          | 850 g (2 lb)          |
| Carregador vazio | 90 g (0,2 lb)                     | 90 g (0,2 lb)         | 90 g (0,2 lb)                     | 100 g (0,2 lb)        | 100 g (0,2 lb)        | 80 g (0,2 lb)         | 80 g (0,2 lb)         |
| Carregador cheio | 280 g (0,6 lb)                    | 285 g (0,6 lb)        | 280 g (0,6 lb)                    | 285 g (0,6 lb)        | 310 g (0,7 lb)        | 235 g (0,5 lb)        | 244 g (0,5 lb)        |
| Dimensões |                                   |                       |                                   |                       |                       |                       |                       |
| Comprimento total | 207 mm (8 in)                     | 207 mm (8 in)         | 192 mm (8 in)                     | 192 mm (8 in)         | 192 mm (8 in)         | 182 mm (7 in)         | 182 mm (7 in)         |
| Comprimento | 138 mm (5 in)                     | 138 mm (5 in)         | 138 mm (5 in)                     | 138 mm (5 in)         | 138 mm (5 in)         | 123 mm (5 in)         | 123 mm (5 in)         |
| Largura | 35 mm (1 in)                      | 35 mm (1 in)          | 35 mm (1 in)                      | 35 mm (1 in)          | 35 mm (1 in)          | 35 mm (1 in)          | 35 mm (1 in)          |
| Comprimento do cano | 112 mm (4 in)                     | 112 mm (4 in)         | 97 mm (4 in)                      | 97 mm (4 in)          | 97 mm (4 in)          | 89 mm (4 in)          | 89 mm (4 in)          |
| Distância focal da mira | 154 mm (6 in)                     | 154 mm (6 in)         | 139 mm (5 in)                     | 139 mm (5 in)         | 139 mm (5 in)         | 132 mm (5 in)         | 132 mm (5 in)         |
| *Acabamentos opcionais disponíveis. **Os pesos podem variar de acordo com o fabricante e precisão da escala. ***Listados anteriormente na "CA Roster of Handguns Certified for Sale". |                                   |                       |                                   |                       |                       |                       |                       |

### Quadros de polímero
| | Full-size               | Full-size            | Semi-compacta                       | Semi-compacta      | Semi-compacta       | Compacta            | Compacta |
| Calibre | 9×19                    | .40 S&W              | 9×19                                | .40 S&W            | 9×19                | .40 S&W             |          |
| No. da peça                                                                                                  |                         |                      |                                     |                    |                     |                     |          |
| Israel Weapon Industries*                                                                                    | 941 FL/RL/PL (16/15 rd) | 941 FL/RL/PL (12 rd) | 941 SL/RSL (16/15 rd)               | 941 SL/RSL (12 rd) | 941 FBL/RBL (13 rd) | 941 FBL/RBL (10 rd) |          |
| Magnum Research                                                                                              | N/A                     | N/A                  | MR9900RSL (10 rd) MR9915RSL (15 rd) | MR9400RSL (10 rd)  | MR9900BL (10 rd)    | MR9400BL (10 rd)    |          |
| Peso** |                         |                      |                                     |                    |                     |                     |          |
| Pistola sem carregador                                                                                       | 800 g (2 lb)            | 800 g (2 lb)         | 720 g (2 lb)                        | 720 g (2 lb)       | 680 g (1 lb)        | 680 g (1 lb)        |          |
| Carregador vazio                                                                                             | 90 g (0,2 lb)           | 90 g (0,2 lb)        | 90 g (0,2 lb)                       | 90 g (0,2 lb)      | 80 g (0,2 lb)       | 80 g (0,2 lb)       |          |
| Carregador cheio                                                                                             | 282 g (0,6 lb)          | 275 g (0,6 lb)       | 282 g (0,6 lb)                      | 275 g (0,6 lb)     | 250 g (0,6 lb)      | 230 g (0,5 lb)      |          |
| Dimensões |                         |                      |                                     |                    |                     |                     |          |
| Comprimento total                                                                                            | 207 mm (8 in)           | 207 mm (8 in)        | 192 mm (8 in)                       | 192 mm (8 in)      | 185 mm (7 in)       | 185 mm (7 in)       |          |
| Altura | 138 mm (5 in)           | 138 mm (5 in)        | 138 mm (5 in)                       | 138 mm (5 in)      | 122 mm (5 in)       | 122 mm (5 in)       |          |
| Largura | 38 mm (1 in)            | 38 mm (1 in)         | 38 mm (1 in)                        | 38 mm (1 in)       | 38 mm (1 in)        | 38 mm (1 in)        |          |
| Comprimento do cano                                                                                          | 112 mm (4 in)           | 112 mm (4 in)        | 96 mm (4 in)                        | 96 mm (4 in)       | 89 mm (4 in)        | 89 mm (4 in)        |          |
| Distância focal da mira                                                                                      | 156 mm (6 in)           | 156 mm (6 in)        | 141 mm (6 in)                       | 141 mm (6 in)      | 134 mm (5 in)       | 134 mm (5 in)       |          |
| *Acabamentos opcionais disponíveis. **Os pesos podem variar de acordo com o fabricante e precisão da escala. |                         |                      |                                     |                    |                     |                     |          |

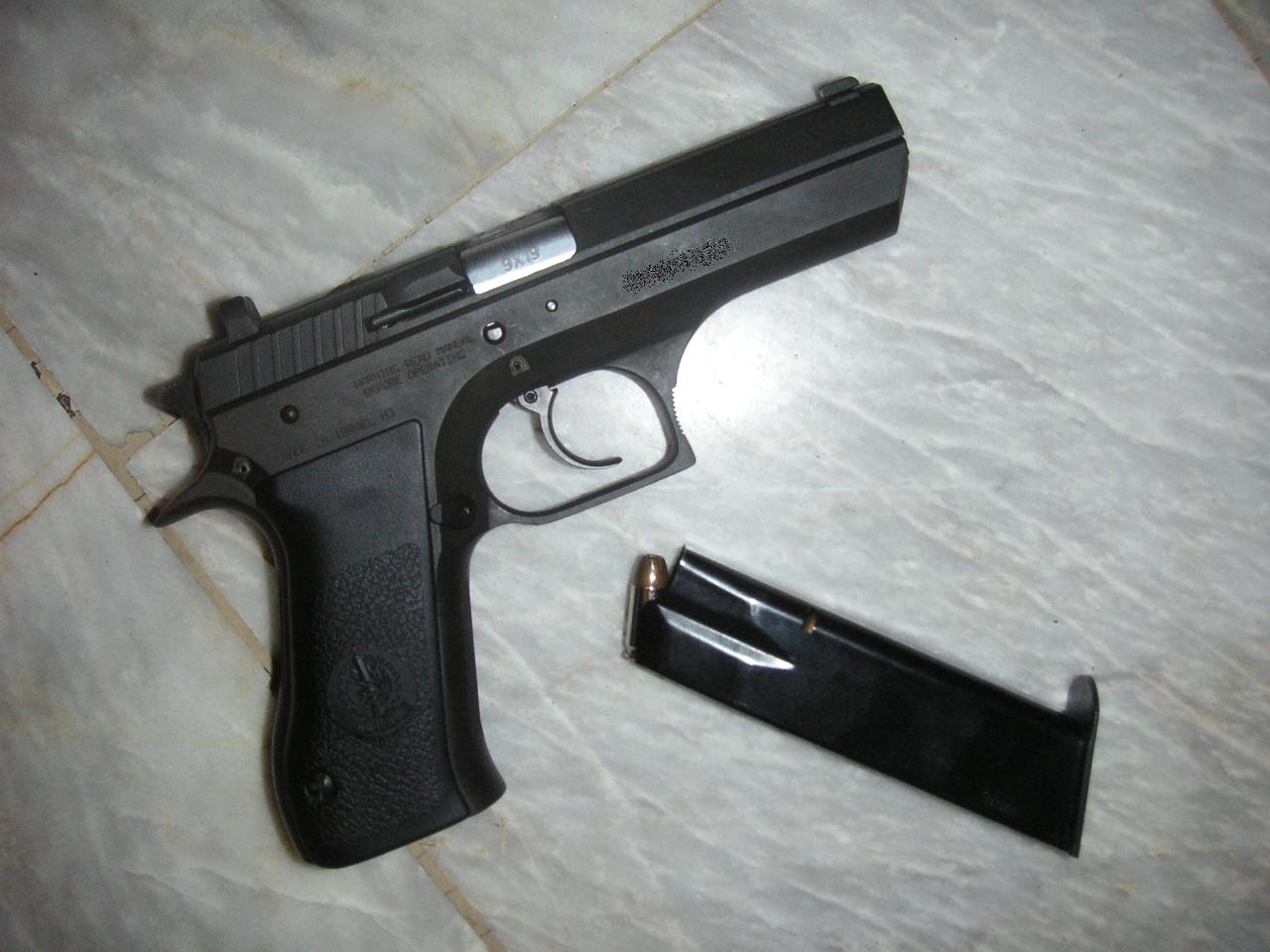
Jericho 941 F com o carregador removido.

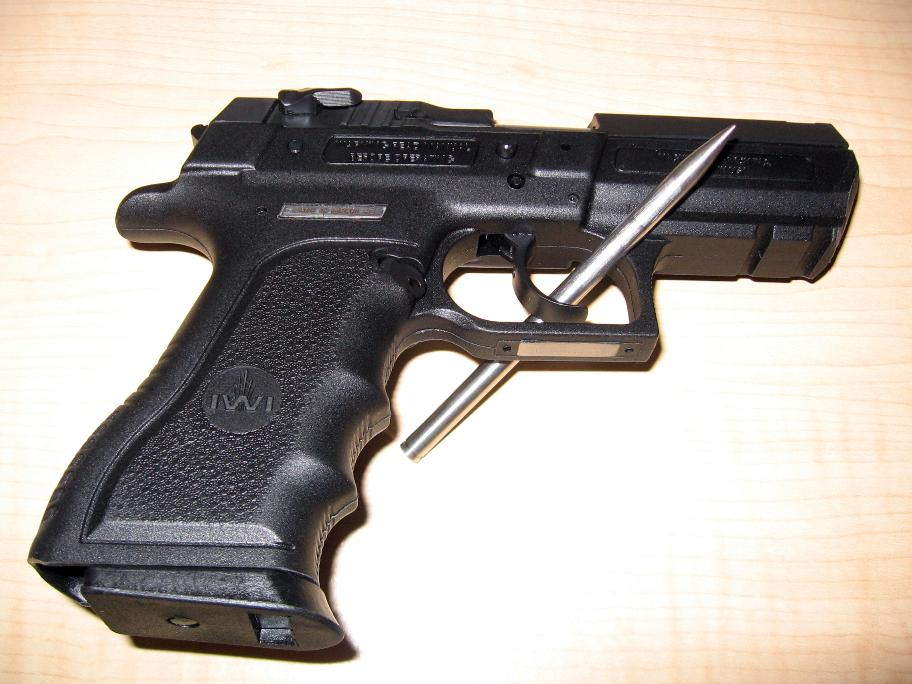
Modelo BE Semi-Compacto em polímero.

A introdução da Jericho 941 também introduziu um novo calibre no mercado, o .41 Action Express (ou .41 AE), que foi desenvolvido em 1986. O .41 AE era um cartucho de aro rebatido exclusivo projetado para usar balas de .410 polegadas (10,25 mm) e duplicar uma carga policial de potência reduzida do .41 Magnum. A Jericho originalmente enviada com dois canos, um para 9×19mm Parabellum e outro para .41 AE. Uma vez que o .41 AE foi projetado com um aro rebatido com as mesmas dimensões do de 9 mm, o extrator e o ejetor funcionaram igualmente bem para ambos os cartuchos.
Balisticamente, o .40 S&W era semelhante a cargas moderadas de .41 AE (os manuais de recarga manual que listam o .41 AE geralmente dizem para usar dados do .40 S&W), embora carregamentos comerciais de .41 AE fossem um pouco mais poderosos do que os .40 S&W . Com o apoio mais forte dos principais fabricantes americanos de armas de fogo e munições, o .40 S&W rapidamente tirou o .41 AE do mercado. A Jericho 941 ficou no mercado por apenas um ano antes que a câmara dupla 9 mm/.41 AE fosse descartada e a pistola fosse vendida como 9 mm ou .40 S&W. Alguns atiradores gostam da "Baby Eagle" em .40 S&W por sua reserva extra de força, já que a "Baby Eagle" foi originalmente projetada para um cartucho mais potente (o .41 AE), o que é o contrário de alguns fabricantes que colocaram canos para o .40 S&W em pistolas previamente especificadas para o cartucho de 9 mm mais suave e tiveram subsequentes falhas no cano e no estojo do cartucho.
Uma versão compacta posterior, a Jericho 941, foi compartimentada em .45 ACP ou 9 mm. Não está claro até que ponto o quadro e o slide Jericho original .41 AE/9 mm Jericho foram "construídos" para lidar com o diâmetro muito maior do .45 ACP; embora o .45 ACP seja uma carga mais suave operando a pressões muito mais baixas do que o .41 AE, a abertura do cano para o .45 ACP é, necessariamente, muito maior. O Desert Eagle não permite o uso de cargas +P ou +P+ de acordo com a página de "Perguntas Frequentes" do site, embora os revisores tenham disparado e relatado as balísticas em cargas defensivas +P .45 ACP.
Inicialmente, as pistolas Jericho usavam canos com estriamento poligonal, que às vezes produz uma velocidade ligeiramente maior devido ao melhor ajuste de bala ao cano. A IWI mudou para estriamento convencional de "cheios" e "fundos" de 2005 a 2007.
A Jericho 941 é emitida em serviço atual nas Forças de Segurança de Israel, mas a Israel Weapon Industries perdeu uma licitação de 1,2 bilhão de pesos para a aquisição de 60.000 armas pela Polícia Nacional das Filipinas em 11 de julho de 2012.
As Jericho 941F do governo israelense fabricadas pela IMI, ocasionalmente disponíveis no Mercado de Excedente Civil dos EUA, são versões SAO ("Single Action Only") dos modelos Jericho 941 IMI/IWI vendidos novos nos EUA. Essas pistolas podem aparecer com gatilhos SAO de fábrica ou modificações de gatilho/quadro realizadas por armarias israelenses. A versão modificada por armarias pode ser identificada externamente por um pino de rolagem extra adicionado na estrutura ligeiramente à frente do pivô do gatilho (também um pino de rolagem). Este pino de segurança extra evita que o gatilho avance para a posição DA agora inexistente dentro do guarda-mato. Os gatilhos SAO dos modelos "Govt. 941" se aplicam ao que é comumente conhecido como "Método israelense" de transporte, também conhecido como "Condição 3" no léxico desenvolvido por Jeff Cooper.

## Usuários
- Argentina: Usada pela Polícia.
- Bélgica
- Colômbia[8]
- Costa Rica[9]
- República Dominicana
- El Salvador[10]
- Geórgia: Usada pelo Exército e pela Polícia.[11]
- Grécia[12]
- Hungria: Usada pela Polícia.
- Índia: Usada pelas Forças Especiais.[13]
- Israel: Usada por várias forças policias e de segurança.[14]
- Nicarágua[15]
- Romênia
- Sérvia[16]
- Coreia do Sul: Usada pelo Exército e pelo Corpo de Polícia Especializada dos Fuzileiros Navais[17]
- Ucrânia: desde setembro de 2009 produzida localmente sob o nome “Fort-21.03”.[18] Usada pela polícia ucrâniana e forças especiais[19]
- Quênia: Usada pela polícia do Quênia.
- Vietnã: Uso limitado pelo Exército e pela Polícia. Fabricada localmente na Fábrica Z111.[20][21]